# استپنوی (آستراخان)
استپنوی (به لاتین: Stepnoy) یک منطقهٔ مسکونی در روسیه است که در استان آستراخان واقع شده‌است.